# Ligue de la jeunesse arabe
 (février 2025).
Si vous disposez d'ouvrages ou d'articles de référence ou si vous connaissez des sites web de qualité traitant du thème abordé ici, merci de compléter l'article en donnant les références utiles à sa vérifiabilité et en les liant à la section « Notes et références ».
La Ligue de la jeunesse arabe (en arabe : جمعية العربية الفتاة, Jamʿiyya al-ʿArabiyya al-Fatāt), connue aussi sous le nom d'Al-Fatat, est une organisation nationaliste arabe de l'Empire ottoman.
Créée à Paris en 1911 par Izzat Darwaza, Al-Fatat est une société secrète. Partisan d'une autonomie arabe au sein de l'Empire ottoman, la ligue est principalement constituée d'étudiants libanais, syriens, irakiens et palestiniens.
Dirigé par Abdelkarim Khalil, la ligue est liée à une autre société secrète Al Ahd, constituée majoritairement de militaires.
Après l'accession au pouvoir d'Enver Pacha et la radicalisation du Comité Union et Progrès, le parti est dissous et son dirigeant est condamné à mort à Beyrouth en 1916.

## Histoire

### Fondation et premières années à Paris
Al-Fatat est fondé au lendemain de la révolution des Jeunes-Turcs en 1908. Ses premiers fondateurs sont des étudiants arabes qui se sentent offensés par le programme nationaliste et la domination des jeunes-Turcs sur les autres ethnies au sein de l'empire ottoman . Il est fondé par trois étudiants arabes, Ahmad Qadri de Damas, Awni Abd al-Hadi de Jénine (époux de la militante Tarab Abdul Hadi) et Rustum Haidar de Baalbek. Le trio décide de former une organisation clandestine basée sur le modèle des Jeunes-Turcs mais avec le but de protéger les droits arabes. À Paris, le groupe est élargi par le ralliement deux étudiants arabes de Beyrouth, Tawfiq al-Natur et Muhammad al-Mihmisani, ainsi qu'un autre étudiant de Naplouse, Rafiq al-Tamimi.
Ensemble, les étudiants fondent la "Society of Dad Speakers" (Jam'iyyat al-Natiqin bil-dad) le 14 novembre 1909. Cette organisation fait référence aux Arabes, dont l'alphabet contient la lettre « ض » , une caractéristique unique à la langue arabe. Le nom de leur organisation est rapidement changé en « Société de la jeune nation arabe » puis abrégé en « Jeune société arabe » (Jam'iyat al-Arab al-Fatat). Se méfiant de consonances arabes pouvant attirer l'attention du gouvernement ottoman, l'organisation abrége alors son nom en « al-Fatat ».
Le Comité administratif, organe suprême de la hiérarchie d'al-Fatat, est créé à Paris en 1911 par les membres fondateurs de l'organisation avec l'ajout de Sabri al-Khawja d'Irak. Al-Fatat continue de se développer et au début de 1913, le comité administratif est rejoint par Sayf al-Din al-Khatib, Subhi al-Hasibi, Jamil Mardam, Mustafa al-Shihabi de Damas, Ibrahim Haidar et Yusuf Mukhaibar Haidar de Baalbek, Rafiq Rizq Sallum, un chrétien grec orthodoxe de Homs, Tawfiq Fa'id et Abd al-Ghani al-Uraysi de Beyrouth. Ce dernier possède et édite le journal Al Mufid et offre à al-Fatat un canal d'expression public, tandis que Sayf al-Din, Yusuf Mukhaibar et Rafiq Rizq sont membres de la Société Littéraire d'Istanbul. Les autres membres rejoignant le mouvement avant 1913 sont Tawfiq al-Suwaydi d'Irak, Arif al-Shihabi et Tawfiq al-Basat de Damas, Umar Hamad de Beyrouth, Muhibb al-Din al-Khatib du Caire et Rashid al-Husami, fonctionnaire judiciaire d'Al-Karak.

### Congrès arabe de 1913 et ses suites
Au début des années 1910, des membres d'al-Fatat décident de la tenue d'un congrès des sociétés arabes à Paris sous l'égide de Muhibb al-Din, chef adjoint du Parti ottoman basé au Caire, s'occupant de la décentralisation administrative, et qui en accepte la tête. L'objectif fixé est de diffuser les idées du mouvement. Aucun des sept délégués d'al-Fatat ne reconnaît publiquement son appartenance à l'organisation et se répartissent au congrès, en groupe d'appartenance musulmanes ou chrétiennes, provenant principalement du Parti de la décentralisation implanté en Syrie ottomane. L'un de ses membres, Abd al-Karim al-Zahrawi, préside le sommet. La résolution du Congrès arabe de juin est centrée sur l'autonomie administrative des provinces arabes sous domination ottomane, l'adoption de l'arabe comme langue officielle dans l'empire et l'institution d'une démocratie pour sauver l'Empire ottoman de la « décadence ».
À l'issue du Congrès arabe, des négociations débutent entre le Parti de la décentralisation et le Comité d'union et de progrès (CUP) en juillet. Afin de saper les efforts du mouvement réformiste arabe, le CUP accepte secrètement d'adopter l'enseignement de l'arabe dans les écoles primaires et secondaires et de laisser aux provinces arabes une certaine autonomie. L'offre du CUP est annulée lorsque le Parti de la décentralisation rend l'offre publique. Selon l'historien palestinien Muhammad Y. Muslih, le CUP utilise cette divulgation publique comme prétexte pour mettre fin aux négociations. La rupture des pourparlers est suivie de tentatives du CUP de coopter divers réformateurs arabes en offrant des sièges parlementaires ottomans à ceux qui ont quitté leur société réformiste arabe respective.